# Филипп (сын Антигона I Одноглазого)
Филипп (др.-греч. Φίλιππος; между 334 и 331 годами до н. э. — 306 год до н. э.) — македонский военачальник времён войн диадохов.
Филипп был младшим сыном одного из главных военачальников войн диадохов Антигона и Стратоники. Согласно античной традиции отец воспитывал Филиппа в строгости, а также обучал военному мастерству. В 310 году до н. э. Антигон поручил Филиппу захватить Геллеспонтскую Фригию, где поднял восстание сатрап Феникс. Миссия Филиппа была успешной. В 306 году до н. э. в возрасте 26—28 лет Филипп умер, что стало тяжёлым ударом для Антигона.

## Биография
Филипп был младшим сыном Антигона и Стратоники. Согласно Плутарху, Филипп был назван в честь деда по отцовской линии. Также Плутарх утверждал, что Филипп родился «немногими годами позже брата». Учитывая, что старший сын Антигона Деметрий родился в 336 году до н. э., а также, что в 310 году до н. э. Филипп уже был достаточно зрелым, чтобы руководить войском, он родился между 334 и 330 годами до н. э. По мнению Р. Биллоуза, Филипп родился в 334 году до н. э., когда Антигон вместе с Александром отправился в Азию. Г. Берве и П. Тревес считали, что Филипп родился в 332 или 331 годах до н. э. в столице Фригии Келены, куда Антигон был назначен сатрапом.
Согласно античной традиции Антигон воспитывал сына в строгости. Цицерон упоминает о существовании писем Антигона к Филиппу, в которых отец советовал сыну добиваться уважения воинов ласковым обращением, а благожелательности толпы — добрыми речами. Возможно, эти письма были написаны значительно позднее смерти Филиппа и были лишь приписаны Антигону. Также античные авторы передают две анекдотические истории о взаимоотношениях Филиппа с отцом. Так, на вопрос когда же войско выступит в поход, Антигон ответил: «Боишься, что ты один не услышишь трубы?» Плутарх считал, что таким образом Антигон учил сына вести себя сдержанно и осторожно. Во время одного из походов Филипп остановился в доме с тремя молодыми девушками. Антигон ничего не сказал сыну, но вызвал чиновника, который был ответственен за расквартирование войска и приказал «вызволить сына из этой тесноты».
Имя Филиппа упоминается в декрете города Скепсиса от 311 года до н. э., в котором Филиппу вместе с братом воздавались почести за участие в заключении мирного соглашения между диадохами, объявляющего свободу греческих полисов.
По приказу отца в 310 году до н. э. Филипп был направлен с войском в Геллеспонтскую Фригию, где против власти Антигона I выступил сатрап Феникс, который поддержал восстание Полемея. Ход этой кампании нигде не описан, однако, несомненно, что она была успешной для Филиппа, о чём свидетельствует восстановление контроля над областью и основание Антигоном трёх городов и военного поста в области Геллеспонта между 310 и 307 годами до н. э.
Филипп умер в 306 году до н. э. Диодор Сицилийский писал про смерть Феникса, сына Антигона. По мнению современных историков в данном фрагменте имеет место ошибка античного историка, который перепутал сына Антигона Филиппа с Фениксом из Тенедоса. Также Диодор утверждал, что Антигон похоронил сына с царскими почестями. Преждевременная смерть Филиппа в возрасте 26—28 лет стала тяжёлым ударом для Антигона. Он потерял не только сына, но и перспективного военачальника, который был ему крайне необходим во время последующих военных кампаний. По утверждению И. Г. Дройзена, после смерти Филиппа Антигон перенёс всю свою любовь на Деметрия и его тринадцатилетнего сына.
В античных источниках отсутствуют какие-либо данные о супруге и потомстве Филиппа, возможно, в связи с тем что юный царевич умер холостым.

### Исследования
- Дройзен И. Г. История эллинизма. — Ростов-на-Дону: Феникс, 1995. — Т. 2. — 544 с. — ISBN 5-85880-079-3.
- Billows R. Antigonos the One-eyed and the Creation of the Hellenistic State (англ.). — Berkeley; Los Angeles; London: University of California Press, 1997. — XIX, 515 p. — (Hellenistic Culture and Society, vol. 4). — ISBN 0-520-06378-3. — doi:10.1525/9780520919044.
- Heckel W. Who's Who in the Age of Alexander and his Successors. From Chaironea to Ipsos (338—301 BC) (англ.). — Barnsley: Greenhill Books, 2021. — 554 p. — ISBN 978-1-78438-648-1.
- Treves P[итал.]. Philippos 14 // Paulys Realencyclopädie der classischen Altertumswissenschaft :  [нем.] / Georg Wissowa. — Stuttgart : J.B. Metzler’sche Verlagsbuchhandlung[нем.], 1938. — Bd. XIX, 2. — Kol. 2333—2334.